# 小行星23855
小行星23855（23855 Brandonshih）是一颗绕太阳运转的小行星，为主小行星带小行星。该小行星于1998年9月19日发现。

## 轨道参数
小行星23855的轨道半长轴为409 554 041 km，2.7376607 UA，离心率为0.097。